# Eomorphippus
Eomorphippus è un genere estinto di mammiferi notoungulati, appartenente ai tossodonti. Visse tra l'Eocene superiore e l'Oligocene inferiore (circa 32 - 29 milioni di anni fa) e i suoi resti fossili sono stati ritrovati in Sudamerica. 

## Descrizione
Questo animale doveva essere della taglia di una capra, anche se la corporatura era senza dubbio più robusta. Era dotato di un cranio pesante e robusto, con un muso relativamente corto. La dentatura era caratterizzata da una marcata ipsodontia (denti a corona alta) negli incisivi, nei premolari posteriori e nei molari. I denti erano privi di cemento. Gli incisivi superiori erano leggermente sporgenti in avanti. Il terzo incisivo superiore era più largo degli altri due, mentre il quarto premolare era più molariforme degli altri premolari, ma era sprovvisto di un ipocono distinto. I molari superiori erano invece dotati di ipoconi, con una fessura variabile ma generalmente profonda che li separava dai protoconi. La fessura era bloccata da una proiezione mediale di una struttura simile a un uncino. A parte la fossa maggiore permanente, le altre fossette venivano cancellate con l'usura.

## Classificazione
Il genere Eomorphippus venne descritto per la prima volta da Florentino Ameghino nel 1901, sulla base di resti fossili ritrovati in Patagonia, in terreni probabilmente dell'Eocene superiore o dell'inizio dell'Oligocene. La specie tipo è Eomorphippus obscurus, i cui fossili sono stati ritrovati anche nella provincia di Chubut. Altre due specie, E. bondi ed E. neilopdykei, sono state descritte nel 2018 e provengono da terreni dell'Oligocene inferiore del Cile. Un'altra specie precedentemente attribuita a Eomorphippus, E. pascuali, è stata riassegnata nello studio del 2018 al nuovo genere Rosendo. 
Eomorphippus è un rappresentante dei tossodonti, un gruppo di mammiferi notoungulati che sviluppò una notevole varietà di forme nel corso del Cenozoico. In particolare, Eomorphippus è stato incluso nella famiglia dei notoippidi (Notohippidae), comprendente vari generi dotati di dentature ipsodonti simili a quelle dei cavalli. La famiglia, tuttavia, non è più considerata monofiletica. 